# Zhang Yiwei
Zhang Yiwei (en chino: 張義威; Anshan, 3 de octubre de 1992) es un deportista chino que compite en snowboard. Ganó una medalla de plata en el Campeonato Mundial de Snowboard de 2015, en la prueba de halfpipe.
Participó en los Juegos Olímpicos de Sochi 2014, ocupando el sexto lugar en el halfpipe.

## Medallero internacional
| Campeonato Mundial | Campeonato Mundial    | Campeonato Mundial | Campeonato Mundial |
| Año                | Lugar                 | Medalla            | Competición        |
| ------------------ | --------------------- | ------------------ | ------------------ |
| 2015               | Kreischberg (Austria) | Medalla de plata   | Halfpipe           |